# Coupe des confédérations 2003
Navigation
Corée du Sud - Japon 2001 Allemagne 2005
La Coupe des confédérations 2003 est la sixième édition de la Coupe des confédérations. Elle se tient en France, du 18 au 29 juin 2003.
Le tournoi est marqué par la mort de Marc-Vivien Foé, qui s'effondre à cause d'un malaise cardiaque au cours de la demi-finale entre le Cameroun et la Colombie au stade de Gerland à Lyon.

## Acteurs

### Équipes participantes
- France (vainqueur de l'Euro 2000, nation hôte et tenant du titre)
- Cameroun (vainqueur de la Coupe d'Afrique des nations 2002)
- Colombie (vainqueur de la Copa América 2001)
- États-Unis (vainqueur de la Gold Cup 2002)
- Japon (vainqueur de la Coupe d'Asie des nations 2000)
- Nouvelle-Zélande (vainqueur de la Coupe d'Océanie 2002)
- Brésil (vainqueur de la Coupe du monde 2002)
- Turquie (3e de la Coupe du monde 2002)

La Turquie est présente après le désistement de l'Italie (finaliste de l'Euro 2000), de l'Allemagne (finaliste de la Coupe du monde 2002) et de l'Espagne (2e du classement mondial de la FIFA à l'époque).

### Arbitres
| Afrique - Coffi Codjia Asie - Masoud Moradi Europe - Lucílio Batista - Valentin Ivanov - Markus Merk | Amérique du Nord et Amérique centrale - Carlos Batres Océanie - Mark Shield Amérique du Sud - Carlos Amarilla - Jorge Larrionda |

## Villes et stades retenus

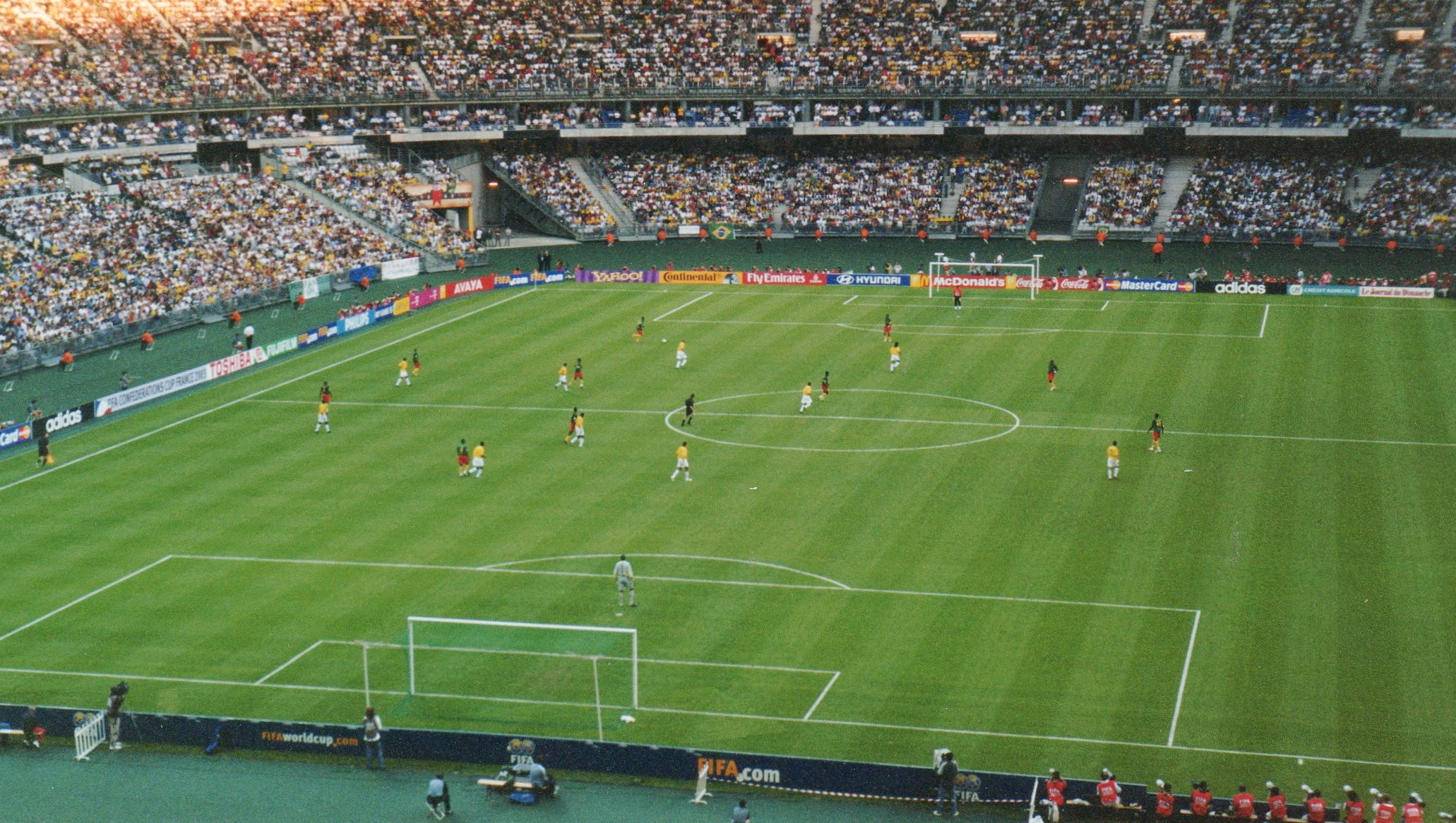
Match entre le Brésil et le Cameroun au stade de France.

| Ville         | Stade                   | Capacité |
| Saint-Denis   | Stade de France         | 80 000   |
| Lyon          | Stade de Gerland        | 41 044   |
| Saint-Étienne | Stade Geoffroy-Guichard | 35 616   |

## La compétition

### Premier tour

#### Groupe A
|   | Équipe           | Pts | J | G | N | P | BP | BC | Diff |
| - | ---------------- | --- | - | - | - | - | -- | -- | ---- |
| 1 | France           | 9   | 3 | 3 | 0 | 0 | 8  | 1  | +7   |
| 2 | Colombie         | 6   | 3 | 2 | 0 | 1 | 4  | 2  | +2   |
| 3 | Japon            | 3   | 3 | 1 | 0 | 2 | 4  | 3  | +1   |
| 4 | Nouvelle-Zélande | 0   | 3 | 0 | 0 | 3 | 1  | 11 | -10  |

| 18 juin 2003 | Japon    | 3 | 0 | Nouvelle-Zélande |
|              | France   | 1 | 0 | Colombie         |
| 20 juin 2003 | Colombie | 3 | 1 | Nouvelle-Zélande |
|              | France   | 2 | 1 | Japon            |
| 22 juin 2003 | Colombie | 1 | 0 | Japon            |
|              | France   | 5 | 0 | Nouvelle-Zélande |

1re journée
| 18 juin 2003                      | Nouvelle-Zélande | 0 - 3   | Japon                         | Stade de France, Saint-Denis                  |                                               |
| 18:00 · Historique des rencontres |                  | (0 - 1) | 12e 75e Nakamura · 65e Nakata | Spectateurs : 36 038 Arbitrage : Coffi Codjia | Spectateurs : 36 038 Arbitrage : Coffi Codjia |
| 18:00 · Historique des rencontres | Rapport          |         |                               | Spectateurs : 36 038 Arbitrage : Coffi Codjia | Spectateurs : 36 038 Arbitrage : Coffi Codjia |

| 18 juin 2003                      | France           | 1 - 0   | Colombie | Stade de Gerland, Lyon                           |                                                  |
| 21:00 · Historique des rencontres | Henry 39e (pen.) | (1 - 0) |          | Spectateurs : 38 541 Arbitrage : Lucílio Batista | Spectateurs : 38 541 Arbitrage : Lucílio Batista |
| 21:00 · Historique des rencontres | Rapport          |         |          | Spectateurs : 38 541 Arbitrage : Lucílio Batista | Spectateurs : 38 541 Arbitrage : Lucílio Batista |

2e journée
| 20 juin 2003                      | Colombie                              | 3 - 1   | Nouvelle-Zélande | Stade de Gerland, Lyon                         |                                                |
| 19:00 · Historique des rencontres | López 58e · Yepes 75e · Hernández 85e | (0 - 1) | 27e de Gregorio  | Spectateurs : 22 811 Arbitrage : Carlos Batres | Spectateurs : 22 811 Arbitrage : Carlos Batres |
| 19:00 · Historique des rencontres | Rapport                               |         |                  | Spectateurs : 22 811 Arbitrage : Carlos Batres | Spectateurs : 22 811 Arbitrage : Carlos Batres |

| 20 juin 2003                      | France                       | 2 - 1   | Japon        | Stade Geoffroy-Guichard, Saint-Étienne       |                                              |
| 21:00 · Historique des rencontres | Pirès 43e (pen.) · Govou 65e | (1 - 0) | 59e Nakamura | Spectateurs : 33 070 Arbitrage : Mark Shield | Spectateurs : 33 070 Arbitrage : Mark Shield |
| 21:00 · Historique des rencontres | Rapport                      |         |              | Spectateurs : 33 070 Arbitrage : Mark Shield | Spectateurs : 33 070 Arbitrage : Mark Shield |

3e journée
| 22 juin 2003                      | France                                                       | 5 - 0   | Nouvelle-Zélande | Stade de France, Saint-Denis                   |                                                |
| 21:00 · Historique des rencontres | Kapo 17e · Henry 20e · Cissé 71e · Giuly 90+1e · Pirès 90+3e | (2 - 0) |                  | Spectateurs : 36 842 Arbitrage : Masoud Moradi | Spectateurs : 36 842 Arbitrage : Masoud Moradi |
| 21:00 · Historique des rencontres | Rapport                                                      |         |                  | Spectateurs : 36 842 Arbitrage : Masoud Moradi | Spectateurs : 36 842 Arbitrage : Masoud Moradi |

| 22 juin 2003                      | Japon   | 0 - 1   | Colombie      | Stade Geoffroy-Guichard, Saint-Étienne           |                                                  |
| 21:00 · Historique des rencontres |         | (0 - 0) | 68e Hernández | Spectateurs : 24 541 Arbitrage : Jorge Larrionda | Spectateurs : 24 541 Arbitrage : Jorge Larrionda |
| 21:00 · Historique des rencontres | Rapport |         |               | Spectateurs : 24 541 Arbitrage : Jorge Larrionda | Spectateurs : 24 541 Arbitrage : Jorge Larrionda |

#### Groupe B
|   | Équipe     | Pts | J | G | N | P | BP | BC | Diff |
| - | ---------- | --- | - | - | - | - | -- | -- | ---- |
| 1 | Cameroun   | 7   | 3 | 2 | 1 | 0 | 2  | 0  | +2   |
| 2 | Turquie    | 4   | 3 | 1 | 1 | 1 | 4  | 4  | 0    |
| 3 | Brésil     | 4   | 3 | 1 | 1 | 1 | 3  | 3  | 0    |
| 4 | États-Unis | 1   | 3 | 0 | 1 | 2 | 1  | 3  | -2   |

| 19 juin 2003 | Turquie  | 2 | 1 | États-Unis |
|              | Cameroun | 1 | 0 | Brésil     |
| 21 juin 2003 | Cameroun | 1 | 0 | Turquie    |
|              | Brésil   | 1 | 0 | États-Unis |
| 23 juin 2003 | Turquie  | 2 | 2 | Brésil     |
|              | Cameroun | 0 | 0 | États-Unis |

1re journée
| 19 juin 2003                      | Turquie                        | 2 - 1   | États-Unis  | Stade Geoffroy-Guichard, Saint-Étienne           |                                                  |
| 19:00 · Historique des rencontres | Yılmaz 40e (pen.) · Tuncay 73e | (1 - 1) | 37e Beasley | Spectateurs : 16 944 Arbitrage : Jorge Larrionda | Spectateurs : 16 944 Arbitrage : Jorge Larrionda |
| 19:00 · Historique des rencontres | Rapport                        |         |             | Spectateurs : 16 944 Arbitrage : Jorge Larrionda | Spectateurs : 16 944 Arbitrage : Jorge Larrionda |

| 19 juin 2003                      | Brésil  | 0 - 1   | Cameroun  | Stade de France, Saint-Denis                     |                                                  |
| 21:00 · Historique des rencontres |         | (0 - 0) | 83e Eto'o | Spectateurs : 46 719 Arbitrage : Valentin Ivanov | Spectateurs : 46 719 Arbitrage : Valentin Ivanov |
| 21:00 · Historique des rencontres | Rapport |         |           | Spectateurs : 46 719 Arbitrage : Valentin Ivanov | Spectateurs : 46 719 Arbitrage : Valentin Ivanov |

2e journée
| 21 juin 2003                      | Cameroun            | 1 - 0   | Turquie | Stade de France, Saint-Denis                     |                                                  |
| 19:00 · Historique des rencontres | Geremi 90+1e (pen.) | (0 - 0) |         | Spectateurs : 43 743 Arbitrage : Carlos Amarilla | Spectateurs : 43 743 Arbitrage : Carlos Amarilla |
| 19:00 · Historique des rencontres | Rapport             |         |         | Spectateurs : 43 743 Arbitrage : Carlos Amarilla | Spectateurs : 43 743 Arbitrage : Carlos Amarilla |

| 21 juin 2003                      | Brésil      | 1 - 0   | États-Unis | Stade de Gerland, Lyon                           |                                                  |
| 21:00 · Historique des rencontres | Adriano 22e | (1 - 0) |            | Spectateurs : 20 306 Arbitrage : Lucílio Batista | Spectateurs : 20 306 Arbitrage : Lucílio Batista |
| 21:00 · Historique des rencontres | Rapport     |         |            | Spectateurs : 20 306 Arbitrage : Lucílio Batista | Spectateurs : 20 306 Arbitrage : Lucílio Batista |

3e journée
| 23 juin 2003                      | Brésil                   | 2 - 2   | Turquie                   | Stade Geoffroy-Guichard, Saint-Étienne       |                                              |
| 21:00 · Historique des rencontres | Adriano 23e · Alex 90+3e | (1 - 0) | 53e Gökdeniz · 81e Yılmaz | Spectateurs : 29 170 Arbitrage : Markus Merk | Spectateurs : 29 170 Arbitrage : Markus Merk |
| 21:00 · Historique des rencontres | Rapport                  |         |                           | Spectateurs : 29 170 Arbitrage : Markus Merk | Spectateurs : 29 170 Arbitrage : Markus Merk |

| 23 juin 2003                      | États-Unis | 0 - 0   | Cameroun | Stade de Gerland, Lyon                       |                                              |
| 21:00 · Historique des rencontres |            | (0 - 0) |          | Spectateurs : 19 206 Arbitrage : Mark Shield | Spectateurs : 19 206 Arbitrage : Mark Shield |
| 21:00 · Historique des rencontres | Rapport    |         |          | Spectateurs : 19 206 Arbitrage : Mark Shield | Spectateurs : 19 206 Arbitrage : Mark Shield |

### Tableau final
|  | Demi-finales                 | Demi-finales        |                        |   | Finale                     | Finale                     |
|  | Demi-finales                 | Demi-finales        |                        |   | Finale                     | Finale                     |
|  |                              |                     |                        |   |                            |                            |
|  | 26 juin 2003 / Lyon          | 26 juin 2003 / Lyon |                        |   | 29 juin 2003 / Saint-Denis | 29 juin 2003 / Saint-Denis |
|  | 26 juin 2003 / Lyon          | 26 juin 2003 / Lyon |                        |   | 29 juin 2003 / Saint-Denis | 29 juin 2003 / Saint-Denis |
|  | Cameroun                     | 1                   |                        |   | 29 juin 2003 / Saint-Denis | 29 juin 2003 / Saint-Denis |
|  | Cameroun                     | 1                   |                        |   | 29 juin 2003 / Saint-Denis | 29 juin 2003 / Saint-Denis |
|  | Colombie                     | 0                   |                        |   | 29 juin 2003 / Saint-Denis | 29 juin 2003 / Saint-Denis |
|  | Colombie                     | 0                   | Cameroun               | 0 |                            |                            |
|  | 26 juin 2003 / Saint-Denis   |                     | Cameroun               | 0 |                            |                            |
|  |                              | France              | 1ap                    |   |                            |                            |
|  | France                       | France              | 1ap                    | 3 |                            |                            |
|  | France                       |                     |                        | 3 |                            |                            |
|  | Turquie                      | 2                   |                        |   |                            |                            |
|  | Turquie                      | 2                   | Match pour la 3e place |   |                            |                            |
|  |                              |                     |                        |   |                            |                            |
|  | 28 juin 2003 / Saint-Étienne |                     |                        |   |                            |                            |
|  |                              |                     |                        |   |                            |                            |
|  | Colombie                     | 1                   |                        |   |                            |                            |
|  | Colombie                     | 1                   |                        |   |                            |                            |
|  | Turquie                      | 2                   |                        |   |                            |                            |
|  | Turquie                      | 2                   |                        |   |                            |                            |

 : but en or

#### Demi-finales

##### Cameroun - Colombie
À 19h36, Marc-Vivien Foé s'écroule, loin de l'action, dans le rond central en se replaçant à la 72e minute, après une longue chevauchée côté gauche. Victime d'un malaise, inanimé, les yeux révulsés, les premiers à son chevet sont les Colombiens Yepes et Patiño après de longues secondes. Foé est ensuite évacué maladroitement vers l'antenne médicale du stade, d'où le médecin de la FIFA annonce l’effroyable nouvelle après 45 minutes de tentatives pour le ranimer. Pendant ce temps, le match a repris et les Camerounais se sont qualifiés.
| 26 juin 2003                      | Cameroun | 1 - 0   | Colombie | Stade de Gerland, Lyon                       |                                              |
| 18:00 · Historique des rencontres | N'Diefi 9e | (1 - 0) | | Spectateurs : 12 352 Arbitrage : Markus Merk | Spectateurs : 12 352 Arbitrage : Markus Merk |
| 18:00 · Historique des rencontres | Rapport |         | | Spectateurs : 12 352 Arbitrage : Markus Merk | Spectateurs : 12 352 Arbitrage : Markus Merk |
| 18:00 · Historique des rencontres | Kameni 37e - Tchato 43e, 69e, Song , Njanka, Mettomo - Foé 23e ( 75e Mezague), Idrissou ( 90e Falemi), Geremi, M'Bami - Djemba-Djemba 77e, N'Diefi ( 74e Atouba) | Équipes | O.Cordoba 55e - I.Cordoba 49e, Yepes, Valentierra, Lopez - Velázquez ( 46e Becerra), Gonzalo Martinez, Bedoya ( 70e Murillo), Patiño - Hernandez, Aristizabal | Spectateurs : 12 352 Arbitrage : Markus Merk | Spectateurs : 12 352 Arbitrage : Markus Merk |

##### France - Turquie
| 26 juin 2003                      | France | 3 - 2   | Turquie | Stade de France, Saint-Denis                     |                                                  |
| 21:00 · Historique des rencontres | Henry 11e · Pirès 26e · Wiltord 43e | (3 - 1) | 42e Gökdeniz · 48e Tuncay | Spectateurs : 41 195 Arbitrage : Jorge Larrionda | Spectateurs : 41 195 Arbitrage : Jorge Larrionda |
| 21:00 · Historique des rencontres | Rapport |         | | Spectateurs : 41 195 Arbitrage : Jorge Larrionda | Spectateurs : 41 195 Arbitrage : Jorge Larrionda |
| 21:00 · Historique des rencontres | Coupet - Thuram, Silvestre 44e, Desailly , Gallas - Dacourt, Pirès ( 70e Kapo 75e), Pedretti 6e, Govou ( 66e Cissé) - Henry, Wiltord ( 78e Giuly 82e) | Équipes | Recber ( 36e Catkic) - Korkmaz 75e, Fatih Akyel 35e, Ozalan, Penbe - Tuncay, Şahin ( 85e Arslan), Karadeniz, Ibrahim Üzülmez - Yilmaz, Basturk ( 81e Ates) | Spectateurs : 41 195 Arbitrage : Jorge Larrionda | Spectateurs : 41 195 Arbitrage : Jorge Larrionda |

Ayant appris le décès de Marc-Vivien Foé durant l'échauffement, plusieurs joueurs doivent prendre sur eux pour commencer le match, plus particulièrement ses anciens coéquipiers lyonnais comme Coupet. Après onze minutes, Henry ouvre le score. Sous l’impulsion des Gunners d'Arsenal (Henry, Pirès et Wiltord), la France s'offre une confortable avance à la mi-temps (3-1). La seconde période est plus dure pour les Bleus face à des Turcs déterminés. Revenu à un but d'écart après seulement trois minutes, les Français souffrent mais tiennent jusqu'à la fin de la rencontre, notamment à la 89e minute grâce à un penalty raté de Okan Yılmaz, tiré à côté du but de Coupet.

#### Match pour la3eplace
Au Stade Geoffroy-Guichard, après une minute de silence en hommage à Marc-Vivien Foé, les Turcs forcent d'entrée de jeu le verrou colombien. Tuncay, d'une frappe puissante, marque son troisième but de la compétition en autant de matchs. Malgré la domination colombienne et l'égalisation d'Hernández, Okan Yılmaz décoche un tir gagnant à l'entrée de la surface. La Turquie, déjà troisième de la Coupe du monde 2002, enlève la petite finale de cette Coupe des Confédérations 2003.
| 28 juin 2003                      | Colombie | 1 - 2   | Turquie | Stade Geoffroy-Guichard, Saint-Étienne       |                                              |
| 18:00 · Historique des rencontres | Hernández 63e | (0 - 1) | 2e Tuncay · 86e Yılmaz | Spectateurs : 18 237 Arbitrage : Mark Shield | Spectateurs : 18 237 Arbitrage : Mark Shield |
| 18:00 · Historique des rencontres | Rapport |         | | Spectateurs : 18 237 Arbitrage : Mark Shield | Spectateurs : 18 237 Arbitrage : Mark Shield |
| 18:00 · Historique des rencontres | Ó.Córdoba - I.Córdoba , Yepes, Becerra ( 41e Arriaga), Patiño - Velázquez, J.López ( 28e Valentierra), Bedoya, Martínez 33e - Aristizábal, Hernández | Équipes | Çatkıç 89e - Sonkaya ( 60e Şahin), Balcı, Barış, Üzülmez 33e - Arslan ( 87e Penbe), Ateş ( 66e Okan Yılmaz), Çetin 20e, Toraman - Tuncay 57e, Karadeniz | Spectateurs : 18 237 Arbitrage : Mark Shield | Spectateurs : 18 237 Arbitrage : Mark Shield |

#### Finale
En mémoire de Marc-Vivien Foé, disparu trois jours plus tôt, les deux équipes arrivent sur la pelouse en lui rendant hommage. L'équipe du Cameroun fait preuve d'une formidable volonté pour lui faire honneur. Les Africains sont en jambes et perturbent l'équipe de France. Les attaquants français se démènent face à la meilleure défense de la compétition, toujours invaincue à l'entame de ce cinquième match. Les deux gardiens, Kameni et Barthez, se font remarquer par leurs arrêts durant toute la rencontre. Après l'heure de jeu, Eto'o entre en jeu et affole la défense bleue. En prolongation, pour la quatrième fois en cinq ans, les Tricolores forcent la décision grâce à un but en or d'Henry.
| Dimanche 29 juin 2003                      | Cameroun | 0 - 1 a. p. ·         | France              | Stade de France, Saint-Denis                     |                                                  |
| 21 h 0 (UTC+2) · Historique des rencontres |          | (0 - 0, 0 - 0, 0 - 1) | 97e Henry (Thuram ) | Spectateurs : 51 985 Arbitrage : Valentin Ivanov | Spectateurs : 51 985 Arbitrage : Valentin Ivanov |
| 21 h 0 (UTC+2) · Historique des rencontres | Rapport  |                       |                     | Spectateurs : 51 985 Arbitrage : Valentin Ivanov | Spectateurs : 51 985 Arbitrage : Valentin Ivanov |

| Cameroun | France |

| CAMEROUN :       |    |                          |     |     |
|                  |    |                          |     |     |
| Gardien de but   | 01 | Carlos Kameni            |     |     |
|                  | 03 | Jean-Joël Perrier-Doumbé |     |     |
|                  | 13 | Lucien Mettomo           |     |     |
|                  | 04 | Rigobert Song            |     |     |
|                  | 08 | Geremi Njitap            |     |     |
|                  | 19 | Éric Djemba-Djemba       |     |     |
|                  | 07 | Modeste M'Bami           | 89e |     |
|                  | 05 | Timothée Atouba          |     |     |
|                  | 16 | Valéry Mezague           |     | 91e |
|                  | 11 | Pius N'Diefi             |     | 67e |
|                  | 18 | Mohammadou Idrissou      |     |     |
| Remplaçants :    |    |                          |     |     |
|                  | 09 | Samuel Eto'o             |     | 67e |
|                  | 10 | Achille Emana            |     | 91e |
| Sélectionneur :  |    |                          |     |     |
| Winfried Schäfer |    |                          |     |     |

| FRANCE :        |    |                  |     |        |
|                 |    |                  |     |        |
| Gardien de but  | 16 | Fabien Barthez   |     |        |
|                 | 19 | Willy Sagnol     |     | 76e    |
|                 | 05 | William Gallas   |     |        |
|                 | 08 | Marcel Desailly  |     |        |
|                 | 03 | Bixente Lizarazu |     | 120+1e |
|                 | 10 | Ludovic Giuly    |     |        |
|                 | 18 | Benoît Pedretti  |     |        |
|                 | 14 | Olivier Dacourt  | 44e | 90e    |
|                 | 11 | Sylvain Wiltord  |     | 65e    |
|                 | 09 | Djibril Cissé    |     |        |
|                 | 12 | Thierry Henry    |     |        |
| Remplaçants :   |    |                  |     |        |
|                 | 07 | Robert Pirès     |     | 65e    |
|                 | 15 | Lilian Thuram    |     | 76e    |
|                 | 17 | Olivier Kapo     |     | 90e    |
| Sélectionneur : |    |                  |     |        |
| Jacques Santini |    |                  |     |        |

| Assistants : Gennady Krasyuk Yuri Dupanov Quatrième arbitre : Carlos Amarilla Cinquième arbitre : Kathryn Nesbitt Homme du Match : Thierry Henry |

## Récompenses

### Récompenses individuelles
| Soulier d'or de la FIFA | Ballon d'or de la FIFA | Prix du Fair-play de la FIFA |
| ----------------------- | ---------------------- | ---------------------------- |
| Thierry Henry           | Thierry Henry          | Japon                        |

### Meilleurs buteurs
Liste des joueurs ayant marqués deux buts ou plus durant la compétition :
4 buts
- Thierry Henry

3 buts
- Tuncay Şanlı
- Giovanni Hernández
- Okan Yılmaz
- Shunsuke Nakamura
- Robert Pirès

2 buts
- Adriano
- Gökdeniz Karadeniz